# Zhangheotèrids
Els zhangheotèrids (Zhangheotheriidae) són una família de mamífers extints de la superfamília dels espalacoterioïdeus i el grup dels simetrodonts.

## Taxonomia
- Família Zhangheotheriidae Rougier, Ji i Novacek, 2003 
  - Zhangheotherium Hu, Wang, Luo i Li, 1997 
    - Zhangheotherium quinquecuspidens Hu, Wang, Luo i Li, 1997

  - Kiyatherium Màsxenko i Lopatin, 2002 
    - Kiyatherium cardiodens Màsxenko i Lopatin, 2003